# Springfield Armor 2011-2012
La stagione 2011-12 degli Springfield Armor fu la 6ª nella NBA D-League per la franchigia.
Gli Springfield Armor vinsero la Eastern Conference con un record di 29-21. Nei play-off persero al primo turno con i Canton Charge (2-1).

## Roster
| N° | Naz.                       | Ruolo | Sportivo        | Anno | Alt. | Peso |
| -- | -------------------------- | ----- | --------------- | ---- | ---- | ---- |
| 4  | Stati Uniti (bandiera)     | G     | L.D. Williams   | 1988 | 193  | 98   |
| 7  | Stati Uniti (bandiera)     | G     | Marcus Hill     | 1989 | 175  | 75   |
| 6  | Stati Uniti (bandiera)     | G     | Jerry Smith     | 1987 | 188  | 86   |
| 9  | Stati Uniti (bandiera)     | GA    | Johnny Thomas   | 1987 | 198  | 95   |
| 11 | Stati Uniti (bandiera)     | G     | Michael Sturns  | 1986 | 196  | 93   |
| 13 | Stati Uniti (bandiera)     | G     | Preston Knowles | 1989 | 185  | 88   |
| 14 | Nigeria (bandiera)         | G     | David Akinyooye | 1989 | 198  | 95   |
| 15 | Stati Uniti (bandiera)     | G     | Lance Hurdle    | 1987 | 188  | 88   |
| 19 | Stati Uniti (bandiera)     | A     | Dennis Horner   | 1988 | 206  | 104  |
| 21 | Stati Uniti (bandiera)     | C     | Jeff Foote      | 1987 | 213  | 120  |
| 21 | Stati Uniti (bandiera)     | A     | Eugene Spates   | 1987 | 201  | 100  |
| 23 | Stati Uniti (bandiera)     | G     | Travis Cohn     | 1989 | 188  | 79   |
| 24 | Stati Uniti (bandiera)     | G     | JamesOn Curry   | 1986 | 193  | 91   |
| 33 | Stati Uniti (bandiera)     | A     | Jamar Brown     | 1980 | 208  | 107  |
| 34 | Stati Uniti (bandiera)     | A     | Damian Johnson  | 1987 | 201  | 91   |
| 41 | Stati Uniti (bandiera)     | C     | Zendon Hamilton | 1975 | 206  | 109  |
| 42 | Rep. Dominicana (bandiera) | A     | Alejo Rodríguez | 1988 | 206  | 109  |
| 42 | Stati Uniti (bandiera)     | A     | Jordan Williams | 1990 | 208  | 118  |

## Staff tecnico
- Allenatore: Bob MacKinnon
- Vice-allenatore: Chris Carrawell
- Preparatore atletico: Rachel Schlachet